# Mont Sir Wilfrid Laurier
Ne doit pas être confondu avec Mont Sir-Wilfrid.
Le mont Sir Wilfrid Laurier est le point culminant de la chaîne Cariboo au centre-est de la Colombie-Britannique, à l'ouest du Canada. La montagne fait partie du chaînon Premier (en), qui est situé à l'ouest de Valemount.
Baptisé « Mount Titan » par l'alpiniste américain Allen Carpe, il est renommé en 1929 en l'honneur du septième premier ministre du Canada, Wilfrid Laurier, décédé en 1919,.